# Ubuntu Touch
Pour un article plus général, voir Ubuntu (système d'exploitation).
 (novembre 2021).
Ubuntu Touch (aussi appelé Ubuntu Phone) est une version d'Ubuntu destinée aux smartphones et aux tablettes, donc un système d'exploitation concurrent d'iOS, d'Android, Windows 10 Mobile ou encore de Sailfish OS, indépendant d'Android. Son développement supervisé par Canonical a été arrêté le 5 avril 2017.
La communauté a repris le projet sous le nom d'UBports, actuellement actif.

## Historique

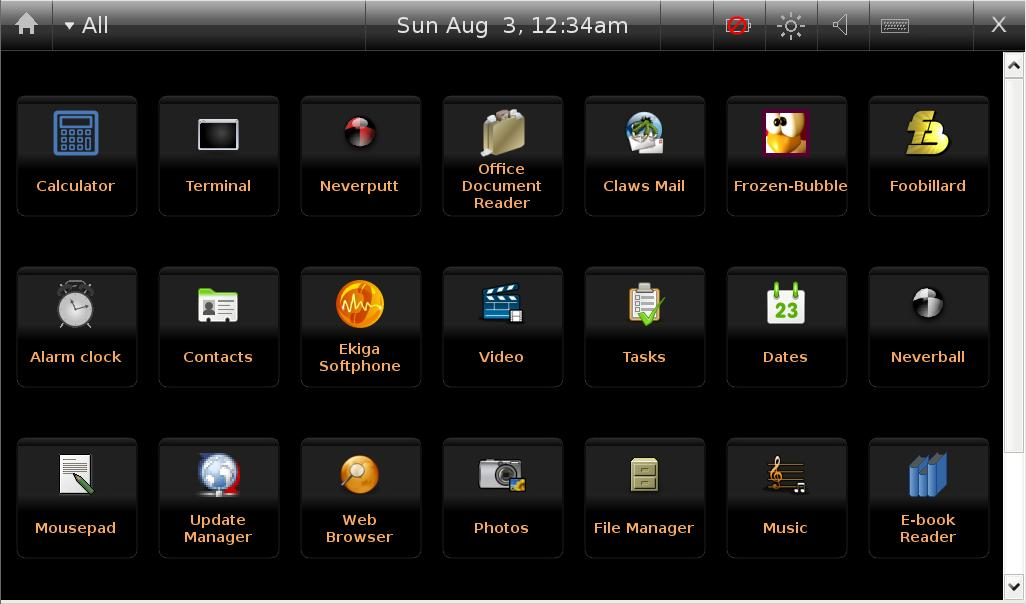
Aperçu de la présentation d'Ubuntu Mobile.

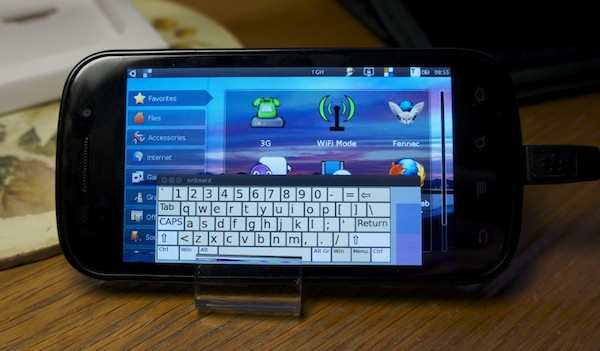
Le Samsung Nexus S avec le système d'exploitation Ubuntu Mobile.

Ubuntu Mobile a été le premier système d'exploitation pour les appareils mobiles et embarqués — tels que les assistants personnels et les téléphones portables — dérivé d'Ubuntu. Ce dérivé d'Ubuntu, dont l'initiative a été soutenue par Intel est à l'époque associé à d'autres projets visant à équiper les appareils mobiles de logiciels libres : Maemo (dont les fonctionnalités vont être transposées à Ubuntu Mobile), GMEI (GNOME Mobile and Embedded Initiative), CE Linux ou encore Embedded Linux. Le système d'exploitation Ubuntu Mobile est fait de logiciels libres, mais compatible avec les codecs propriétaires, il sera compatible Web 2.0 et AJAX. Il sera aussi prévu pour utiliser les écrans tactiles.
La dernière version stable d'Ubuntu Mobile est sortie début juin 2008. Il est remplacé par le projet Ubuntu Touch. 
Ubuntu Touch a été présenté début 2013, d'abord pour les smartphones le 2 janvier, ensuite pour les tablettes le 19 février, et rendue disponible pour les développeurs le 21 février de la même année. Il est ainsi proposé à l'installation sur différents produits existants. En février 2013, l'annonce de produits vendus avec ce système pré-installé était prévue à partir d'octobre 2013, mais au mois de septembre 2013, il est annoncé qu'il faudra sans doute attendre début 2014. Le 5 avril 2017, Mark Shuttleworth fondateur de la société Canonical, annonce l'arrêt du développement d'Ubuntu Phone. Depuis, le projet est devenu communautaire et toujours actif : 58 appareils mobiles (téléphones et tablettes) sont aujourd'hui capables de faire fonctionner Ubuntu Touch et une trentaine est compatible avec un installateur développé pour Windows, Linux et Mac.
En 2023, la communauté UBPorts précise être à l'origine de 90% des développements d'Halium.

## Annonces

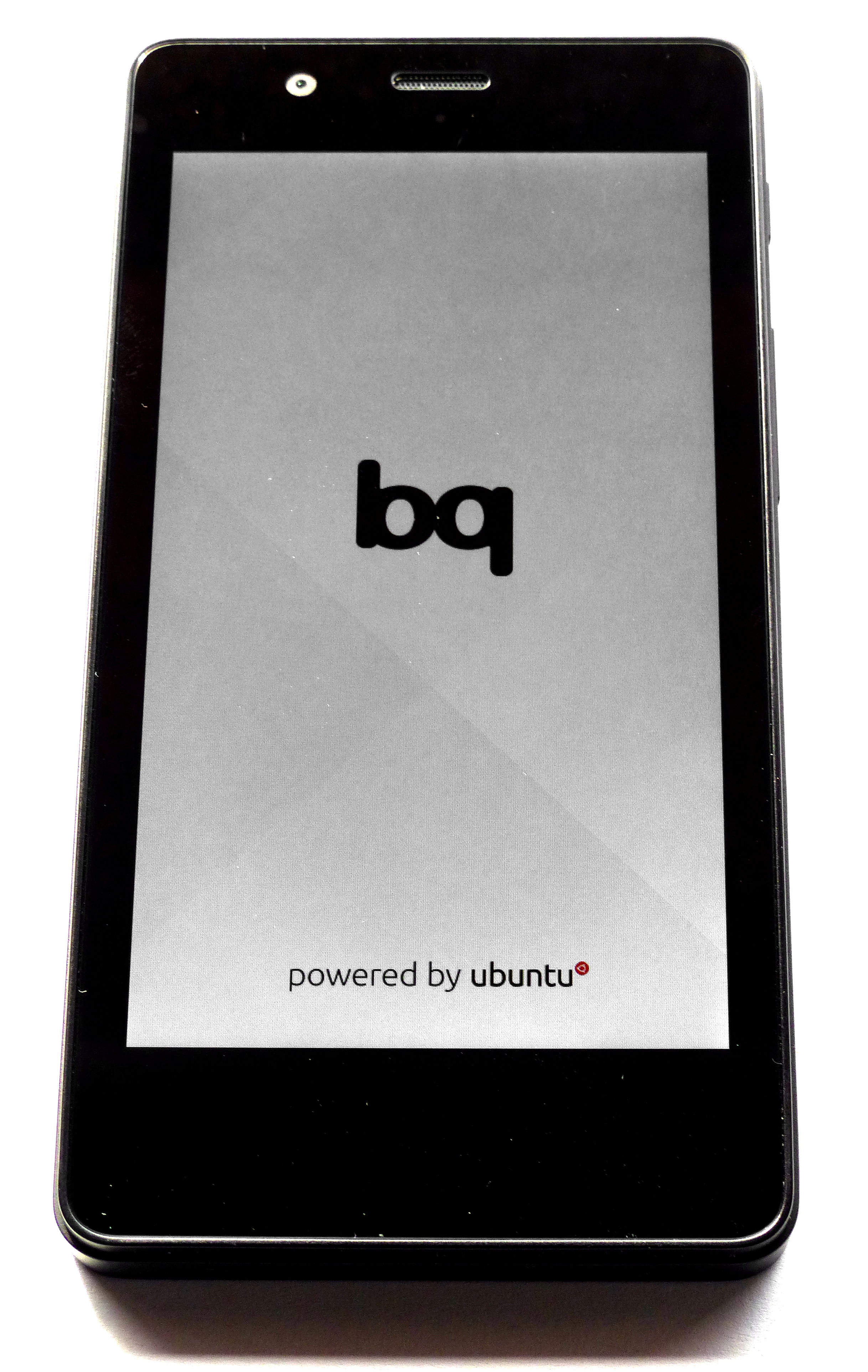
L'Aquaris E4.5 Ubuntu Touch Edition de BQ.

La version smartphone a été dévoilée le 2 janvier 2013, après plusieurs jours d'affichage d'une bannière sur le site officiel d'Ubuntu, avec un compte à rebours et le message en anglais « So close you can almost touch it » (« Si proche que vous pouvez presque le/la toucher »).
Une présentation du produit pour smartphone au CES 2013 du 8 au 11 janvier 2013 ainsi que la version tablette au MWC du 25 au 28 février 2013, à Barcelone.
Le 17 septembre 2013, dans une note de blog, Nicholas Skaggs indique que la sortie de la version 1.0 d'Ubuntu Touch aura lieu un mois plus tard. Il appelle par ailleurs la communauté à soutenir le développement de cette première version, en installant celle-ci et/ou en remontant les bugs.
BQ annonce le premier smartphone tournant sous Ubuntu Touch le 6 février 2015. L'Aquaris E4.5 Ubuntu Edition accueillera Ubuntu Touch par défaut. Il a été commercialisé en pré-commande à compter du 11 février 2015, depuis il est disponible sur le site de BQ.
Canonical annonce le 5 avril 2017 l'arrêt d'Ubuntu Touch à cause d'un manque d'intérêt du marché. D'après son fondateur, l'objectif est désormais de se consacrer aux activités les plus rentables de la société, à savoir le Cloud et l’IoT (Internet des objets connectés).
La communauté reprend le projet sous le nom d'UBports. Depuis, elle a noué des partenariats avec Pine64[source insuffisante] pour porter Ubuntu Touch sur Pinephone et Pinetab - un smartphone et une tablette « communautaires » - ainsi qu'avec l'entreprise allemande Volla pour porter Ubuntu Touch sur le Vollaphone.

## Architecture
La pile logicielle est constituée :
- D'un noyau Linux ;

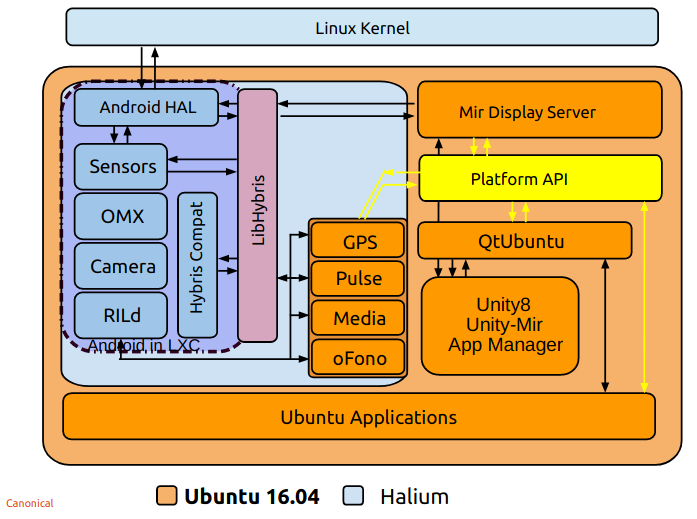
L'architecture d'Ubuntu Touch définie par Canonical.

- De la couche d'abstraction matérielle du système d'exploitation Android mise dans un conteneur LXC,
  - Des pilotes de périphériques pour assurer la liaison avec le matériel,
  - La bibliothèque logicielle Bionic discutant avec celle GNU C au travers d'Hybris ;
- D'une distribution Gnu/Linux,
  - Une version modifiée d'Ubuntu dont le serveur d'affichage est Mir, agissant comme compositeur du serveur graphique Wayland ;
- D'une interface utilisateur écrite en QML, un langage issu de l'infrastructure de développement Qt,
  - L'environnement Lomiri, basé sur son prédécesseur Unity 8[12],
  - Des applications de base (Agenda, Calculatrice, Caméra, Contacts, Fichiers, Galerie, Horloge, Lecteur multimédias, Logithèque, Messages, Météo, Musique, Navigateur, Notes, Paramètres, Périphériques, Téléphone, Terminal).

Chaque nouvel appareil doit être configuré pour s'assurer que les différentes fonctionnalités (Bluetooth, GPS, etc.) fonctionnent.

## Financement
Les logiciels développés par UBports sont gratuits. Le développement repose sur un financement participatif via Patreon, Liberapay, PayPal, Bitcoin ou virement bancaire ainsi que sur des bénévoles[réf. souhaitée]. Quelques sociétés du monde de l'informatique sont également mécènes[source secondaire nécessaire].
La gestion a été confiée à la Fondation UBports, à but non lucratif et reconnue par les autorités allemandes depuis le 5 avril 2019.

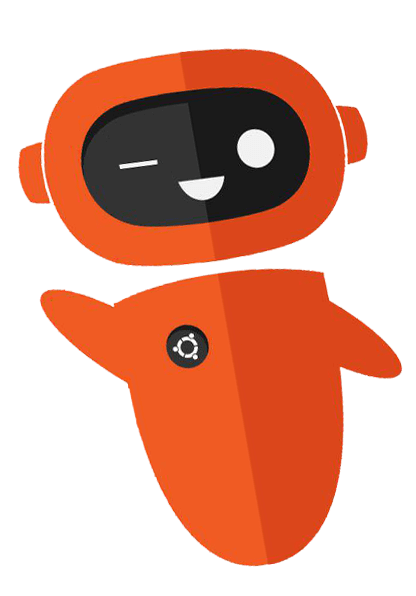
Yumi, la mascotte du projet UBports.

La mascotte du projet est un petit robot androïde orange et noir, conçu le 23 janvier 2017 et baptisé Yumi pour « You & Me ».

## Contexte
Canonical cherche dès le début de l'année 2013 à attirer des fabricants afin de livrer le nouveau système d'exploitation nativement sur leurs produits dès la fin de l'année - produits probablement estampillés Ubuntu phone.
Le projet d'une version d'Ubuntu pour appareils mobiles était discuté plus d'un an avant son lancement. Quelques jours avant[pas clair], Mark Shuttleworth avait annoncé que 2013 serait l'année de la mobilité pour Ubuntu.
La vidéo de 21 minutes (publiée sur YouTube en janvier 2013) pour l'annonce officielle comporte un résumé des avancées d'Ubuntu durant l'année 2012, ainsi qu'une présentation détaillée de l'utilisation d'Ubuntu pour téléphones. Elle vise à intéresser les professionnels par l'évocation de la sécurité offerte par le système et de la fonction de station de travail, ainsi qu'à proposer aux fabricants d'équipement d'origine de travailler avec Canonical.
Puis à l'été 2013, Canonical a tenté de financer un Ubuntu Phone, l'Ubuntu Edge. Malgré un échec de financement, Canonical a réussi à faire parler de lui en tant que fournisseur de logiciel pour les téléphones, et à crédibiliser son futur OS, Ubuntu Touch.

## Caractéristiques

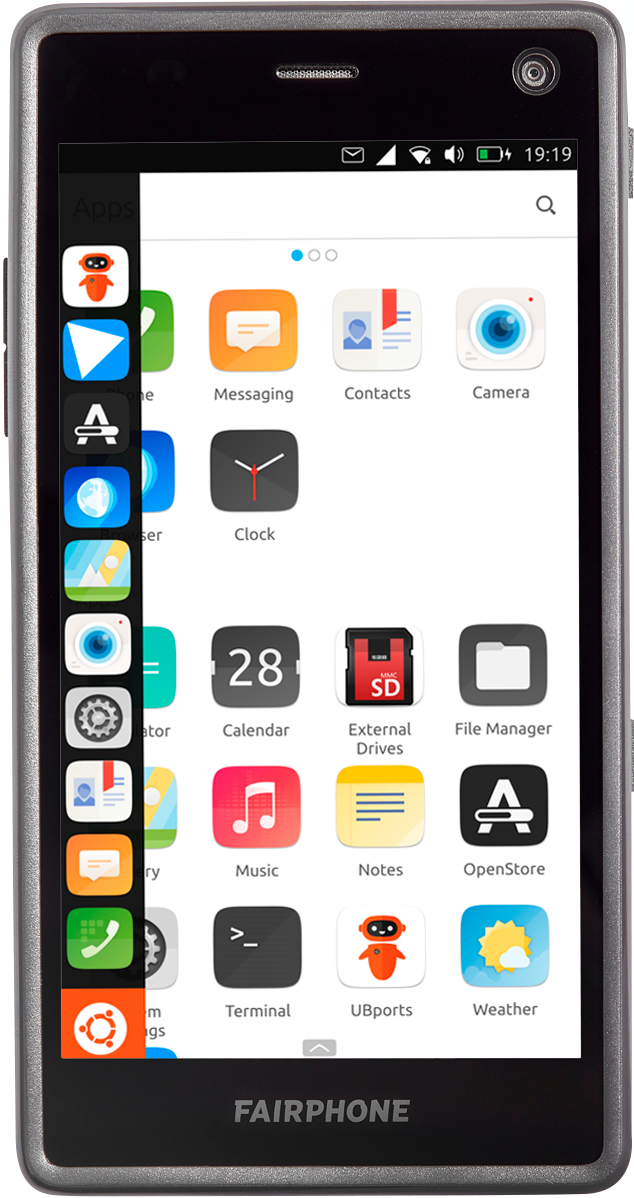
Ubuntu Touch sur un Fairphone 2.

Lors de l'annonce, en janvier 2013, on apprend que cette version utilise le même noyau qu'Android et possède une interface pour écrans tactiles qui donne beaucoup d'importance à l'usage des bords de l'écran pour libérer de l'espace, propose une intégration d'applications développées en HTML 5, et permet également l'usage du téléphone comme station de travail à l'image de Ubuntu pour Android.
La version 1.0 d'Ubuntu Touch, qui sortira en octobre 2013, en même temps que la version Ubuntu 13.10, alias Saucy Salamander, embarquera à priori une version adaptée du bureau Unity. Il n'est pas encore précisé si l'objectif d'unification des logiciels (une seule version pour tous les matériels) est atteint.
Le magasin d'applications utilisé est nommé OpenStore et l'interface utilisée est nommée « Lomiri » depuis la mise à jour OTA-12 en remplacement de Unity8.

## Téléphones compatibles
Pour la première version, certains terminaux Google sont les seuls qui sont officiellement compatibles : le Galaxy Nexus, Nexus 4, Nexus 7 et Nexus 10, la version pour le Galaxy Nexus a été retiré par la suite. Ubuntu Touch a aussi été porté par la communauté sur différents terminaux.
Il est vendu préinstallé sur les terminaux suivants :
- 2015 : BQ Aquaris E4.5 Ubuntu Edition,
- 2015 : BQ Aquaris E5 HD Ubuntu Edition (2015).
- 2015 : Meizu MX4 (en).
- 2016 : tablette convergente de l'entreprise BQ, la BQ Aquaris M10 (en) Ubuntu edition[19].

## Déclin
À la suite de l’abandon d'Unity lors de problèmes de mise en place d'Unity 8 et à un manque d’engouement des partenaires, Canonical a décidé en 2017, après 15 mises à jour majeures de l'OS, d’arrêter le développement d'Ubuntu Touch pour se concentrer sur la version bureau et serveur.

## Renaissance et création d'UBports

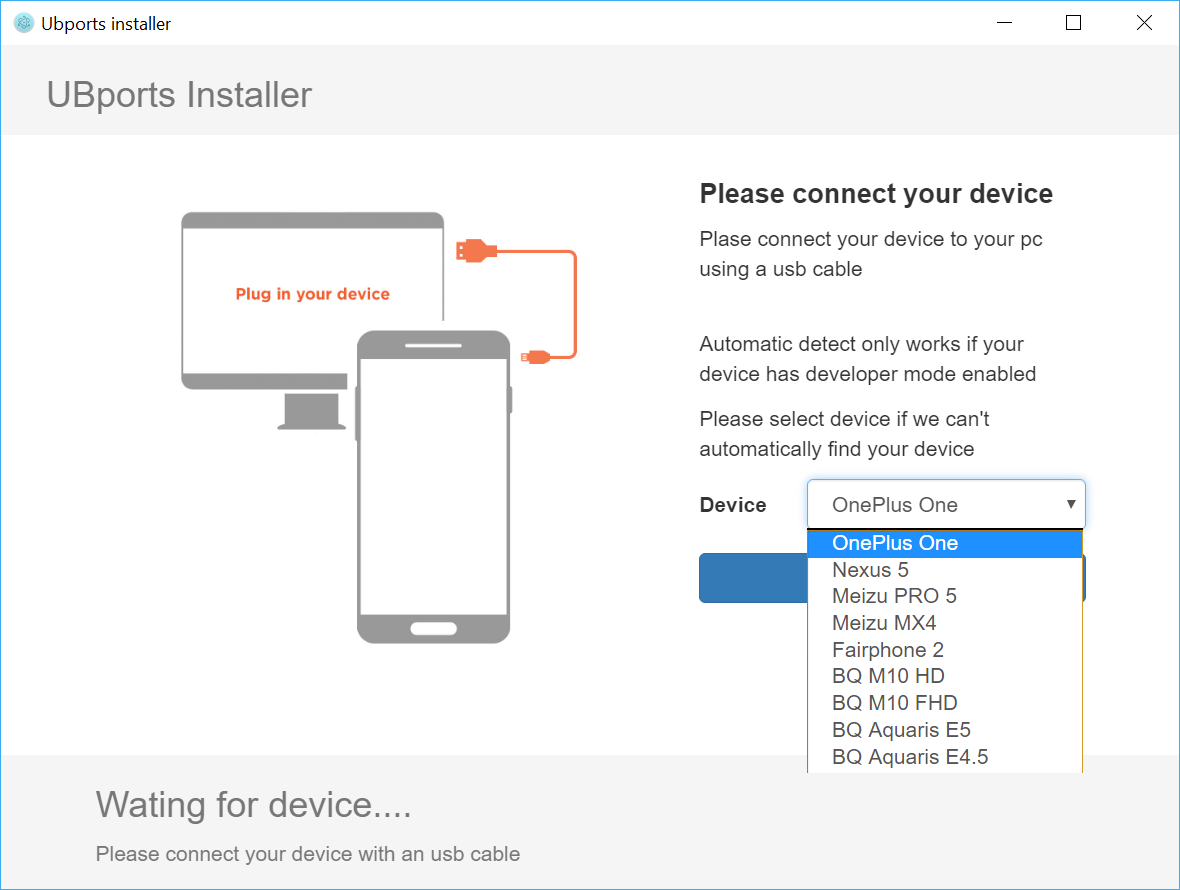
Installateur d'Ubuntu Touch créé par le projet UBports.

Peu de temps après l'abandon du projet par Canonical, une partie des développeurs de la communauté Ubuntu Touch,  décide de créer une fondation à but non lucratif basée en Allemagne, UBPorts, et de reprendre en main le développement d'Ubuntu Touch, repartant de « 1 » pour les numéros de versions.  Après l'annonce, le 5 avril 2017, de l'arrêt d'Ubuntu Touch par Canonical, la communauté récupère le code source et se donne pour mission de poursuivre son développement, Canonical donnant son accord pour que le nom d'Ubuntu Touch puisse continuer à être utilisé.
Plus de quatre-vingts appareils, regroupant ceux développés historiquement, ceux maintenus par les développeurs du projet et ceux maintenus par la communauté sont compatibles.
Les applications existantes sont spécifiques à la plateforme et se divisent en trois catégories : applications natives, applications Web et moteurs de recherche (« scopes »). Ces derniers ont été abandonnés à la version 12. Le choix est donc plus limité que sur les autres systèmes d'exploitation mobiles.
Fin 2017, UBports lance le logiciel optionnel Anbox (pour "Android in a Box") qui implémente Android 7 dans un conteneur LXC, permettant ainsi l'accès aux applications Android compatibles.
De 2017 à 2020, le projet de base, actuellement en version stable OTA-16, a été largement modifié, se séparant peu à peu de l'apparence d'origine de l'OS (avec par exemple l'abandon des « scopes », remplacés par « l'app drawer » et la possibilité d'installer un launcher), tout en mettant à jour des composants majeurs, à commencer par le passage de Ubuntu 15.04 à la version 16.04 LTS, et en ce moment (2021), au portage vers la version 20.04 LTS (Focal Fossa), ou encore la mise à jour du moteur QT de la version 5.09 vers la version 5.12, l'implémentation de wayland, systemd... etc. 
Il est possible de commander certains appareils avec le système d'exploitation déjà installé, tel le PinePhone qui apparaît en avril 2020.
On[Qui ?] peut également mentionner la création (et le maintien) dans l'Open Store de plusieurs applications phares (« core » apps), dont un lecteur de documents (LibreOffice, PDF) ou un client Telegram, ainsi que leur participation aux projets Anbox, Libertine, ou Halium.
Dans le même temps, les appareils compatibles, moins d'une dizaine à l'ère Canonical, ont été portés à plus de 30, que ce soit par l'équipe d'UBports, ou par la communauté.
Plusieurs projets commerciaux d'appareils Android portés dès le départ sous Ubuntu Touch par leurs concepteurs ont également vu le jour, comme le VollaPhone ou le F(x)tec Pro1-X (né des forums XDA)[source insuffisante].
Aussi, contrairement aux appareils livrés initialement avec Android, plusieurs projets matériels sont en cours pour accueillir des OS « FOSS » (Ubuntu Touch, Manjaro, PureOS, etc.) sur des appareils aux composants open-source, non dépendants des blobs de pilotes matériels propriétaires fermés (closed-source) inclus dans les noyaux Linux, comme le PinePhone (+ Pinetab) ou le Librem 5.